# Oscar 1976
A 48ª cerimônia de entrega dos Academy Awards (ou Oscars 1976), apresentada pela Academia de Artes e Ciências Cinematográficas, premiou os melhores atores, técnicos e filmes de 1975 no dia 29 de março de 1976, em Los Angeles e teve Walter Matthau, Robert Shaw, George Segal, Goldie Hawn e Gene Kelly como mestres de cerimônias.
O drama Um Estranho no Ninho, que concorria a 9 estatuetas, foi o grande vitorioso da noite, vencendo nas 5 das principais categorias do Oscar: filme, ator para Jack Nicholson, atriz para Louise Fletcher, direção para Milos Forman e roteiro adaptado. O filme igualou o recorde de Aconteceu Naquela Noite, em 1935, feito que seria repetido apenas em 1992, por O Silêncio dos Inocentes.
Jack Nicholson é o ator recordista em indicações ao Oscar (12 no total, sendo 8 na categoria principal e 4 como coadjuvante). Antes de vencer por sua atuação em O Estranho no Ninho, ele já tinha concorrido como coadjuvante, em 1970, e na categoria principal em 1971, 1974 e 1975. O ator também disputaria a estatueta do Oscar nas edições de 1986, 1988, 1998 e 2003, tendo vencido em 1998 por Melhor É Impossível, e como coadjuvante nas edições de 1982, 1984 e 1993, recebendo mais um Oscar por Laços de Ternura, em 1984.
A francesa Isabelle Adjani, aos 20 anos, foi até então a atriz mais jovem a concorrer na categoria de atriz principal. Esse recorde somente seria batido em 2004, por Keisha Castle-Hughes, indicada aos 13 anos, e Quvenzhane Wallis, que teve sua indicação a melhor atriz em 2013, quando tinha apenas 9 anos.
Nesta edição, o coadjuvante George Burns, de 80 anos, tornou-se o concorrente mais idoso a vencer o Oscar por uma atuação. Os recordes do ator somente seriam suplantados em 1990, por Jessica Tandy, que, próxima a completar 81 anos venceu na categoria principal, e por Christopher Plummer, que, aos 82 anos, recebeu o Oscar de melhor coadjuvante, em 2012.
Entre os números musicais do show, destaque para Diana Ross, que defendeu o sucesso pop "Do You Know Where You Going To", tema do filme "Mahogany".
Mary Pickford, a "Queridinha da América", que, em 1929, foi a segunda atriz da história a vencer um Oscar pelo filme Coquette, recebeu um Oscar honorário pelo conjunto da obra. Pickford foi uma das pioneiras da indústria cinematográfica de Hollywood, tendo sido a co-fundadora, ao lado de Charles Chaplin, Douglas Fairbanks e David W. Griffith, do estúdio United Artists em 1919.

## Vencedores e nomeados

### Melhor Filme
- Um Estranho no Ninho

- Barry Lyndon
- Tubarão
- Nashville
- Um Dia de Cão

### Melhor Direção
- Milos Forman por 'Um Estranho no Ninho

- Federico Fellini' por Amarcord
- Stanley Kubrick' por Barry Lyndon
- Robert Altman' por Nashville
- Sidney Lumet' por Um Dia de Cão

### Melhor Ator
- Jack Nicholson por 'Um Estranho no Ninho

- Al Pacino' por Um Dia de Cão
- Maximilian Schell' por O Homem na Caixa de Vidro
- Walter Matthau' por Uma Dupla Desajustada
- James Whitmore' por Give'em Hell, Harry!

### Melhor Atriz
- Louise Fletcher por 'Um Estranho no Ninho

- Isabelle Adjani' por A História de Adele H.
- Glenda Jackson' por Hedda
- Ann-Margret' por Tommy
- Carol Kane' por A Rua da Esperança

### Melhor Ator Coadjuvante
- George Burns por 'Uma Dupla Desajustada

- Burgess Meredith' por O Dia do Gafanhoto
- Chris Sarandon' por Um Dia de Cão
- Jack Warden' por Shampoo
- Brad Dourif' por Um Estranho no Ninho

### Melhor Atriz Coadjuvante
- Lee Grant por 'Shampoo

- Lily Tomlin' por Nashville
- Ronee Blakley' por Nashville
- Sylvia Miles' por O Último dos Valentões
- Brenda Vaccaro' por Uma Vez Só Não Basta

### Melhor Filme de Língua Estrangeira
- Dersu Uzala  (União Soviética)

- Perfume de Mulher' (Itália)
- Acontecimentos de Marusia' (México)
- Terra Prometida' (Polônia)
- Vontade de Viver' (Japão)

### Melhor Roteiro Original
- Um Dia de Cão

- Toda Uma Vida
- Amarcord
- Shampoo
- Lembranças de Minha Vida

### Melhor Roteiro Adaptado
- Um Estranho no Ninho

- O Homem Que Queria Ser Rei
- Perfume de Mulher
- Uma Dupla Desajustada
- Barry Lyndon

### Melhor Figurino
- Barry Lyndon

- A Flauta Mágica
- Funny Lady
- O Homem Que Queria Ser Rei
- A Vingança de Milady

### Melhor Montagem
- Tubarão

- O Homem Que Queria Ser Rei
- Os Três Dias do Condor
- Um Dia de Cão
- Um Estranho no Ninho

### Melhor Fotografia
- Barry Lyndon

- Um Estranho no Ninho
- O Dia do Gafanhoto
- Funny Lady
- O Dirigível Hindenburg

### Melhor Som
- Tubarão

- Um Estranho no Ninho
- O Dirigível Hindenburg
- O Risco de uma Decisão
- Funny Lady

### Melhor Trilha Sonora Original
- Tubarão

- O Risco de uma Decisão
- The Wind and the Lion
- Um Estranho no Ninho
- Birds Do It, Bees Do It

### Melhor Trilha Sonora Adaptada
- Barry Lyndon

- Funny Lady
- Tommy

### Melhor Canção Original
- Nashville

(pela canção I'm Easy))
- Funny Lady

(pela canção How Lucky Can You Get?)
- Uma Janela para o Céu

(pela canção Richard's Window)
- Mahogany

(pela canção Theme From Mahogany (Do You Know Where You Going To)
- Whiffs

(pela canção Now That We’re In Love)

### Melhor Direção de Arte
- Barry Lyndon

- Shampoo
- O Dirigível Hindenburg
- Uma Dupla Desajustada
- O Homem Que Queria Ser Rei

### Melhor Efeitos Sonoros
- O Dirigível Hindenburg

### Melhor Documentário
- The Man Who Skied Down Everest

### Melhor Curta-Metragem
- Angel and Big Joe

### Melhor Documentário em Curta-Metragem
- The End of the Game

### Melhor Animação em Curta-Metragem
- Great